# Erreur relative
 (août 2023).
L'erreur absolue est : {\displaystyle \delta \alpha ={\text{valeur approchée}}-{\text{valeur théorique}}}
L'erreur relative est : {\displaystyle \delta \alpha _{r}={\frac {{\text{valeur approchée}}-{\text{valeur théorique}}}{|{\text{valeur théorique}}|}}}
ou
{\displaystyle \delta \alpha _{r}={\frac {\delta \alpha }{|{\text{valeur théorique}}|}}}
Le résultat donne un rapport, par exemple 0,14. Cela signifierait que l'erreur relative est de +0,14, soit 14 %.
Remarquons que dans cette définition, il n'y a pas de valeur absolue au numérateur, de sorte qu'il s'agit d'une erreur relative algébrique : si elle est positive, c'est que la valeur approchée est supérieure à la valeur exacte (on parle d'erreur par excès), et si elle est négative, c'est qu'elle est inférieure (erreur par défaut).
Donc la valeur approchée est obtenue par : {\displaystyle |{\text{valeur théorique}}|\times ({\text{signe}}({\text{valeur théorique}})+\delta \alpha _{r})}.